# Andrei Spînu (polityk)
Andrei Spînu (ur. 10 czerwca 1986 w Ratusie) − mołdawski przedsiębiorca i polityk. Od 9 sierpnia 2021 roku wicepremier i minister infrastruktury i rozwoju regionalnego w rządzie Natalii Gavrilițy. Piastuje również funkcję sekretarza generalnego Partii Akcji i Solidarności.